# Glàndula de sal

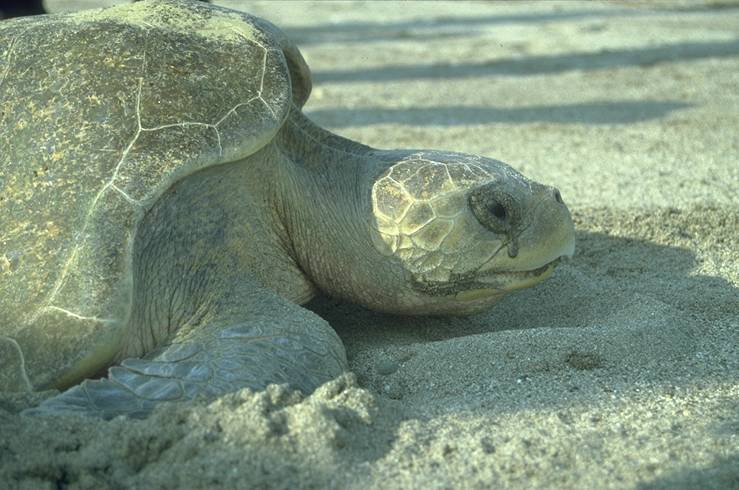
Les tortugues marines excreten sal a través dels conductes lacrimals. Les "llàgrimes" són visibles quan l'animal és fora de l'aigua.

La glàndula de sal és un òrgan que té per funció excretar l'excés de sal. Està present als elasmobranquis, ocells marins, i alguns rèptils. Als taurons, les glàndules de sal es troben al recte, però als ocells i els rèptils, estan al crani, per la zona dels ulls, fosses nasals o boca. En el cas dels cocodrils, la sal s'excreta a través de la llengua. Aquestes glàndules funcionen mitjançant un transport actiu a través de la bomba sodi-potassi que mou la sal des de la sang a la glàndula, on pot ser excretada en forma de solució concentrada. La funció de les glàndules de sal és mantenir la concentració de sal a la sang en límits acceptables, permetent als vertebrats marins beure aigua de mar.
La necessitat de l'excreció de sal en els rèptils (com iguanes marines i tortugues marines) i ocells (com petrells i albatros) es deu al fet que els seus ronyons són molt menys eficients que els dels mamífers. A diferència de la pell dels amfibis, la pell de rèptils i aus és impermeable a la sal, el que ocasiona que tampoc no puguin alliberar-se de la sal a través de la pell. L'evolució d'una glàndula de sal hauria permès als rèptils i aus menjar plantes i animals aquàtics, amb altes concentracions de sal. Això no explica l'evolució de la glàndula als elasmobranquis, que és el resultat d'una evolució convergent.
Algunes hipòtesis suggereixen que les glàndules lacrimals i sudorípares podrien estar evolutivament relacionades amb les glàndules de sal. Les llàgrimes humanes són riques en potassi, el que sembla donar suport a aquesta teoria. La major part dels filogenistes però, està en desacord amb aquesta idea.